# 타샤 스미스
타샤 스미스(Tasha Smith, 1971년 2월 28일 ~ )는 미국의 배우이다.

## 출연 작품
- 딜리버런스 (2024)
- 나쁜 녀석들: 라이드 오어 다이 (2024) - 테리사 버넷 역
- 내 이름은 돌러마이트 (2019)
- 더 원 유 네버 포겟 (2019)
- 애딕티드 (2014)
- 점핑 더 브룸 (2011)
- 내가 왜 결혼했을까? 2 (2010)
- 미트 더 브라운스 (2009)
- 커플 테라피: 대화가 필요해 (2009)
- 롱샷 (2008)
- 러브 & 아더 4 레터 워즈 (2007)
- 내가 왜 결혼했을까? (2007)
- 대디즈 리틀 걸스 (2007)
- 글래스하우스2 (2006)
- 에이 티 엘 (2006)
- 나인 야드 2 (2004)
- 아메리카 넥스트 톱 모델 (2003)
- 더 플라이트 (1998)